# Skip Nelson
Skip Nelson (eigentlich Scipione Mirabella, * 9. August 1920 in Pozzuoli, Neapel; † 31. März 1974 in West Palm Beach, Florida) war ein aus Italien stammender, amerikanischer Pop- und Jazzsänger, Arrangeur und Trompeter.
Nelson kam 1929 mit seiner Familie in die Vereinigten Staaten und arbeitete ab 1942 im Chico Marx Orchestra, für das er auch arrangierte, anschließend bei Teddy Powell und dann im  Glenn Miller Orchestra, mit dem er mit „That Old Black Magic“ 1943 einen Nummer-eins-Hit hatte. Ab Mitte 1943 sang er bei Tommy Dorsey (mit dem er auch in dem Musikfilm Broadway Rhythm (1944) auftrat), und im Casa Loma Orchestra. 1944/45 war er Bandvokalist im Guy Lombardo Orchestra, mit dem er in den USA einen weiteren Nummer-eins-Hit mit „It’s Love-Love-Love“ hatte. Bis 1947 arbeitete er noch bei Vido Musso, bevor er Mitte der 1950er-Jahre nach Florida zog, wo er fortan in Nachtclubs im Raum Miami auftrat. Nach Tom Lord war er von 1937 bis 1947 an 34 Aufnahmesessions beteiligt. Bekannte Titel Nelsons waren „I’ll Find You“ (1943, mit Dorsey), „Moonlight Becomes You“ (1943, mit The Modernaires/Glenn Miller),  „Dearly Beloved“ (mit Miller), „While You're Away“ und John Benson Brooks’  „A Door Will Open“ (1945, mit dem Casa Loma Orchestra). Nelson galt als Sänger gefühlvoller Balladen.